# 江蘇人民出版社
江蘇人民出版社（こうそじんみんしゅっぱんしゃ）は中華人民共和国の出版社である。1953年1月1日に蘇南、蘇北人民出版社が合併して設立され、現在では鳳凰出版伝媒集団の一員となっている。現在のISBNコードは978-7-214。
「暢銷書摘」、「董事会」、「英語大課堂」と、3種の雑誌を出版し、「ラーベの日記」等、有名な書籍を出版している。

## 基礎データ
- 設立：1953年1月1日
- 所在地： 中華人民共和国
江蘇省南京市湖南路1号A楼
- 郵便番号：210009
- 電話番号：+86-25-83658113
- 産業：図書出版業